# زوبر

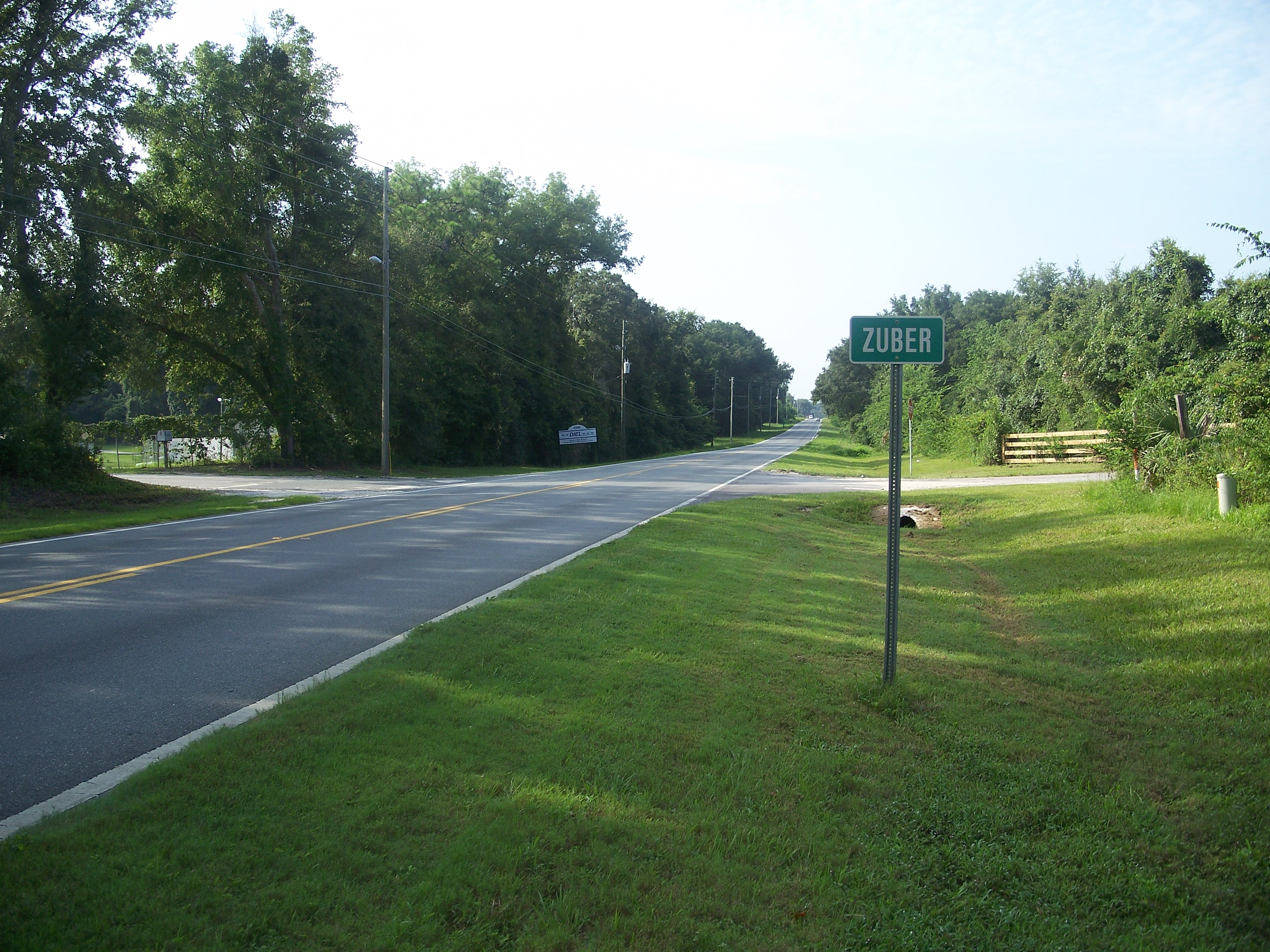

زوبر (بالإنجليزية: Zuber) هي منطقة فردية في مقاطعة ماريون في الولايات المتحدة. تقع بالقرب من تقاطع طريق الطريق 326 و الطريق 25 ولاية فلوريدا. يتم دعم تجارتها لقربها من الطريق السريع 75. المنطقة جزء من منطقة أوكالا.

## الجغرافية
المنطقة تقع في .